# Burgstall Im Hof
Der Burgstall Im Hof, auch Burg auf dem Hof genannt, ist neben dem Schloss im Ort eine von zwei abgegangenen Niederungsburgen von Neidlingen im Landkreis Esslingen in Baden-Württemberg.
In Neidlingen bestanden zwei von den Herren von Neidlingen erbaute Niederungsburgen, die kleinere Burg im Hof, von der noch der Burghügel und ein Grabenrest erhalten ist, am Ostrand des Orts und die größere und wohl jüngere Burg an der Lindach nahe dem einstigen Herrenhof südlich der Kirche.